# Raffaello Vescovi
Raffaello Vescovi (Lamporecchio, 6 giugno 1940) è un ex calciatore italiano, di ruolo difensore.

## Carriera
Stopper tecnico ed elegante, dopo le giovanili col Pontedera, la sua carriera inizia in serie C con il Pisa, dopo due anni viene acquistato dal Cagliari sempre in serie C; con i sardi resterà 7 stagioni, conquistando una doppia promozione fino alla Serie A e disputando quindi 4 campionati in Serie A sempre da titolare. Nel campionato di serie A 1964/65,dopo aver saltato tutto il girone d'andata per un grave infortunio, al suo rientro, il Cagliari fece due punti in meno dell'Inter che recuperò sette punti al Milan, vincendo lo scudetto. Vescovi fu giudicato dalla Gazzetta dello Sport, miglior stopper del campionato.
Con i cagliaritani Vescovi ha anche una esperienza nel campionato nordamericano organizzato nel 1967 dalla United Soccer Association e riconosciuto dalla FIFA, in cui i sardi giocarono nelle vesti del Chicago Mustangs, ottenendo il terzo posto nella Western Division.
Nel 1968,dopo aver giocato la prima e splendida amichevole del Cagliari con il Santos (a Cagliari), i due Capitani( Vescovi e Pelé) divennero amici. Si scambiarono le maglie a fine partita vinta dal Santos con il risultato di 3 a 2. A causa di un litigio negli spogliatoi con l'allenatore Scopigno, per difendere Niccolai a causa di una autorete con la Spal,fu ingiustamente allontanato tramite un sotterfugio dalla rosa della squadra della quale era stato capitano fino a quel momento.Vescovi accompagnò il Cagliari in tutto il suo tragitto come capitano e lo sarebbe stato presumibilmente ( se non ci fossero state ragioni personali) fino alla vittoria dello scudetto del 1970.  Si accasa al Brescia in serie B con cui conquista la promozione in Serie A. Coi lombardi disputa un solo incontro nella Serie A 1969-1970, quindi nella stagione successiva passa alla Massese neopromossa in Serie B, dove disputa 17 incontri senza riuscire ad evitare l'immediata retrocessione dei toscani, con cui disputa l'ultimo campionato ad alto livello nel 1971-1972 in Serie C.
In carriera ha collezionato complessivamente 103 presenze in Serie A e 93 presenze in Serie B. Tutt'oggi è considerato uno dei difensori più forti della storia del Cagliari e dei Campionati di quegli anni.Una difesa che fu determinante per l'ascesa del mito di Gigi Riva.

## Fuori dal campo
Raffaello Vescovi è diventato in seguito il nome di una marca di scarpe da calcio, di sua proprietà. Nella scatola era riprodotta proprio la foto del calciatore con la maglia del Cagliari. Negli anni 90 ebbe Sergio Brio, che era alla Juventus, come testimonial. Le sue scarpe, le famose Vescovi in pelle di canguro, sono ancora prodotte e vendute nei suoi negozi di Pistoia e Lamporecchio.

## Palmarès

### Club

#### Competizioni nazionali
- Serie C: 1

Cagliari: 1961-1962